# 卡萨诺瓦洛纳蒂
卡萨诺瓦洛纳蒂（義大利語：Casanova Lonati），是意大利帕维亚省的一个市镇。总面积4.58平方公里，人口483人，人口密度105.5人/平方公里（2009年）。国家统计（ISTAT）代码为018031。